# Independencia (Chiapas)
Independencia es una localidad del estado mexicano de Chiapas. Es parte del municipio de Berriozábal. Fue fundada el 15 de julio de 2011.

## Demografía
| Censo | Población |
| ----- | --------- |
| 2020  | 1 129     |